# James Augustine Healy
James Augustine Healy (Macon, 6 aprile 1830 – Portland, 5 agosto 1900) è stato un vescovo cattolico statunitense, celebre per l'essere stato il primo prete e il primo vescovo afroamericano.

## Biografia
Monsignor James Augustine Healy nacque a Macon il 6 aprile 1830 ed era il maggiore dei dieci figli di Michael Morris Healy, un piantatore immigrato dall'Irlanda e di sua moglie Eliza Smith (a volte registrate come Clark), una meticcia afroamericana. Nato nel 1795, Michael Morris Healy emigrò dalla contea di Roscommon in Irlanda nel 1818. Alla fine acquistò 1 500-1 600 acri (6,1-6,5 km²) di terreno nella contea di Jones, in Georgia, attraversati dal fiume Ocmulgee, presso la città mercato di Macon. Divenne uno dei più importanti piantatori della zona e alla fine possedeva 49-60 schiavi per la sua piantagione di cotone che era ad alta intensità di manodopera. Tra questi c'era una giovane schiava di nome Mary Eliza Smith, che prese in moglie nel 1829. Vari resoconti descrivono sua madre Mary Eliza come "schiava" o "ex schiava" e come mulatta afroamericana. Quest'ultimo termine include persone di discendenza mista. Il matrimonio di Michael e Mary Healy non era insolito tra gli immigrati anche se la legge statale proibiva il matrimonio interrazziale. La maggior parte dei loro dieci figli, tranne uno che morì nell'infanzia, ottennero un notevole successo da adulti, aiutati dal successo finanziario di Healy e dagli studi fatti al nord. Sua madre Mary Eliza morì il 19 maggio 1850. Michael Morris Healy morì il 29 agosto dello stesso anno. Sono sepolti nel cimitero di famiglia nella loro piantagione.

### Formazione e ministero sacerdotale
A partire dal 1837, come molti altri ricchi piantatori di razza mista, Michael Healy iniziò a mandare i suoi figli a scuola nel nord. James, Hugh e Patrick andarono alle scuole quacchere di Flushing e Burlington. Successivamente ciascuno di loro frequentò il nuovo College of the Holy Cross di Worcester. James si laureò come valedictorian nella prima classe di laurea del college nel 1849. I fratelli minori Sherwood e Michael, entrarono all'Holy Cross rispettivamente nel 1844 e nel 1849.
Dopo la laurea, James sentì la chiamata al sacerdozio. Non poté però studiare al noviziato gesuita nel Maryland poiché era di origini meticce. Con l'aiuto di John Bernard Fitzpatrick entrò quindi nel seminario sulpiziano di Montréal. Nel 1852 si trasferì a studiare per il dottorato al seminario "San Sulpizio" di Parigi desiderando diventare professore di seminario. In seguito decise di diventare parroco.
Il 10 giugno 1854 fu ordinato presbitero per la diocesi di Boston nella cattedrale di Notre-Dame a Parigi. Fu il primo afroamericano ad essere ordinato sacerdote cattolico. Il primo prete nero degli Stati Uniti fu però il servo di Dio Augustus Tolton, un ex schiavo ordinato nel 1886. Durante il XIX secolo numerosi americani compivano gli studi per il sacerdozio a Parigi.
Quando tornò negli Stati Uniti divenne vicario parrocchiale a Boston. I servizi che rese al vescovo contribuirono a stabilire una forte posizione nella Chiesa. Nel 1866 divenne parroco della chiesa di San Giacomo a Boston, la più grande parrocchia cattolica della città. Nel 1874, quando la legislatura cittadina prese in considerazione la tassazione delle chiese, Healy difese le istituzioni cattoliche come organizzazioni vitali che aiutano lo Stato sia socialmente sia finanziariamente. Condannò alcune leggi che venivano generalmente applicate solo alle istituzioni cattoliche. Fondò diverse istituzioni caritative cattoliche per la cura cura dei molti poveri immigrati irlandesi che erano arrivati durante gli anni della grande carestia.

### Ministero episcopale
Il 12 febbraio 1875 papa Pio IX lo nominò vescovo di Portland. Ricevette l'ordinazione episcopale il 2 giugno successivo nella cattedrale dell'Immacolata Concezione di Portland dall'arcivescovo metropolita di Boston John Joseph Williams, co-consacranti il vescovo coadiutore di Albany Francis McNeirny e il vescovo di Springfield Patrick Thomas O'Reilly. Divenne così il primo vescovo afroamericano.
Per venticinque anni governò la sua grande diocesi, supervisionando anche la fondazione della diocesi di Manchester che fu separata da quella di Portland nel 1885. Il suo episcopato vide una vasta immigrazione dai paesi cattolici e monsignor Healy promosse la creazione di 60 nuove chiese, 68 missioni, 18 conventi e 18 scuole. Durante quel periodo fu attento alle esigenze dei parrocchiani franco-canadesi e abenachi. Diversi suoi sacerdoti impararono anche il francese.
Healy fu l'unico membro della gerarchia cattolica americana a scomunicare gli uomini che si unirono agli Knights of Labor, un'unione nazionale di lavoratori che raggiunse il suo picco di potere nel 1886.
Due mesi prima della sua morte, papa Leone XIII lo nominò assistente al Soglio Pontificio, una posizione che nella gerarchia cattolica è seconda solo a quella di cardinale.
Morì a Portland il 5 agosto 1900 all'età di 70 anni. È sepolto nel Calvary Cemetery di South Portland.

## Famiglia
Tutti e quattro i fratelli Healy più anziani - James, Hugh, Patrick e Sherwood - si diplomarono al College of the Holy Cross di Worcester. Hugh decise di entrare in affari a New York. Morì a 21 anni per un'infezione contratta dopo incidente in barca. Anche Patrick e Sherwood divennero sacerdoti.
Patrick Francis Healy divenne gesuita e conseguì un dottorato di ricerca a Parigi. Ancora oggi è considerato il primo afroamericano ad aver conseguito una laurea. Nel 1866 venne nominato preside dell'Università di Georgetown. Nel 1874, all'età di 39 anni, assunse la presidenza di quello che allora era il più grande college cattolico degli Stati Uniti.
Alexander Sherwood Healy fu ordinato sacerdote, conseguì il dottorato all'Accademia sulpiziana di Parigi e divenne un esperto di diritto canonico e canto gregoriano. Dopo aver lavorato con suo fratello James a Boston per un certo periodo, Sherwood venne nominato direttore del seminario cattolico di Troy e poi rettore della cattedrale di Boston. La sua carriera venne interrotta dalla sua morte prematura avvenuta all'età di 39 anni.
Il fratello minore Michael Augustine Healy preferiva una vita più avventurosa. Lasciò la scuola all'età di sedici anni per andare per mare. In Inghilterra nel 1854 si registrò come mozzo nella nave East Jumna. Divenne rapidamente un marinaio esperto e raggiunse il rango di ufficiale. Nel 1864 Michael Healy tornò dalla sua famiglia a Boston. Fece domanda per una commissione nel Revenue Cutter Service e venne accettato come terzo tenente. La sua commissione venne firmata dal presidente Abraham Lincoln. Nel 1880 a Healy fu assegnato il comando di una nave del governo degli Stati Uniti, fu il primo afroamericano a ricevere un incarico del genere. Durante gli ultimi due decenni del XIX secolo il capitano Healy fu essenzialmente la presenza delle forze dell'ordine del governo federale nel vasto territorio dell'Alaska. Nel 1999 la United States Coast Guard gli dedicò una rompighiaccio per la ricerca, lo USCGC Healy (WAGB-20).
Le tre figlie di Healy divennero suore. Martha, la prima, lasciò però l'ordine dopo diversi anni e si trasferì a Boston dove vivevano i suoi fratelli. Sposò un immigrato irlandese ed ebbe un figlio. Josephine Healy entrò nella Religiose ospedaliere di San Giuseppe in Canada. Eliza Healy (1846-1918) entrò nelle Suore della Congregazione di Nostra Signora a Montréal. Dopo aver insegnato per anni nelle scuole cattoliche del Québec e dell'Ontario, nel 1903 venne nominata superiora del convento e della scuola di St. Albans. Ella fu la prima afroamericana a divenire badessa.
Eugene Healy (1848-?), il fratello più giovane, secondo Albert S. Foley, biografo di monsignor Healy, morì poco dopo la nascita.

## Eredità
- I documenti di monsignor Healy sono custoditi dal College of the Holy Cross di Worcester, dall'archivio dell'arcidiocesi di Boston e dall'archivio della diocesi di Portland.[17]
- L'ufficio per i neri cattolici dell'arcidiocesi di Boston ha istituito il Bishop James Augustine Healy Award per onorare i parrocchiani neri.
- Nel 1975 l'arcivescovo di Atlanta Thomas Andrew Donnellan e il vescovo di Savannah Raymond William Lessard donarono una lapide bronzea alla contea di Jones, in Georgia, per commemorare monsignor Healy.[8]
- Gli è intitolato l'Healey Asylum di Lewiston.

## Genealogia episcopale
La genealogia episcopale è:
- Cardinale Scipione Rebiba
- Cardinale Giulio Antonio Santori
- Cardinale Girolamo Bernerio, O.P.
- Arcivescovo Galeazzo Sanvitale
- Cardinale Ludovico Ludovisi
- Cardinale Luigi Caetani
- Cardinale Ulderico Carpegna
- Cardinale Paluzzo Paluzzi Altieri degli Albertoni
- Cardinale Gaspare Carpegna
- Cardinale Fabrizio Paolucci
- Cardinale Francesco Barberini
- Cardinale Annibale Albani
- Cardinale Federico Marcello Lante Montefeltro della Rovere
- Vescovo Charles Walmesley, O.S.B.
- Arcivescovo John Carroll
- Cardinale Jean-Louis Anne Madelain Lefebvre de Cheverus
- Arcivescovo Ambrose Maréchal, P.S.S.
- Vescovo John Dubois, P.S.S.
- Arcivescovo John Joseph Hughes
- Cardinale John McCloskey
- Arcivescovo John Joseph Williams
- Vescovo James Augustine Healy